# Cenovo
Cenovo (in bulgaro Ценово?) è un comune bulgaro situato nella Regione di Ruse di 7 523 abitanti (dati 2009). La sede comunale è nella località omonima

## Località
Il comune è formato dall'insieme delle seguenti località:
- Cenovo (sede comunale)
- Beljanovo
- Belcov
- Dolna Studena
- Džuljunica
- Karamanovo
- Krivina
- Novgrad
- Piperkovo